# Muchû setsumu

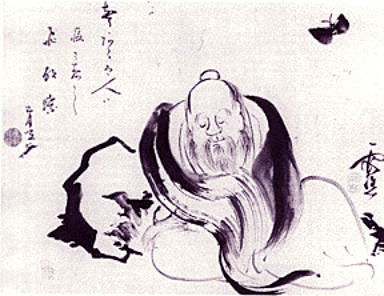
Un papillon rêve qu'il est Tchéou rêvant qu'il est un papillon.

Muchû setsumu (夢中説夢) / « Discourir du rêve au milieu du rêve », est un texte du Shōbōgenzō, recueil de textes de Maître Dôgen, fondateur du Zen Sôtô. Prononcé en 1242 et transcrit l'année suivante, il est l'un des plus poétiques du recueil. Il file paradoxalement la métaphore du rêve pour aborder le thème de l'Éveil dans la non-dualité.

## Titre
Muchû setsumu est une expression composée de quatre caractères sino-japonais : mu (夢) le rêve, chû (中) le milieu, shutsu (説) [le] discourir, et à nouveau mu (夢) . Elle est extraite de la Prajnaparamita, dans le Grand sûtra de la sagesse.
La langue chinoise écrite permet d'utiliser un mot à la fois comme sujet et comme objet dans une même phrase. Ici, c'est le rêve lui-même qui discourt du rêve dans le rêve, dans un mouvement réflexif entre le sujet et l'objet, et dans une perspective non-dualiste, puisque c'est le discours qui est le rêve. Les quatre mots du titre sont repris dans le texte pour une série de permutations, et le caractère rêve s'y trouve tour à tour sujet, objet, et verbe. 
Les différentes traductions du titre sont autant de compromis pour prendre en compte, malgré les contraintes syntaxiques des langues européennes, cette réflexivité qui constitue le fonds de l'enseignement non-dualiste de Dôgen dans ce texte et qu'il met ainsi en exergue.Yoko Orimo traduit finalement par « Discourir du rêve au milieu du rêve » après avoir utilisé « Discours du rêve au milieu du rêve ». Charles Vacher a hésité entre « En rêve, parler du rêve » et « En rêve, dire le rêve », moins dualiste. Pierre Nakimovitch choisit « Dans le rêve énoncer le rêve ».

## Présentation

### L’œuvre
« Ma pensée s'est pensée et est arrivée à une Conception pure »

— Stéphane Mallarmé - Correspondance
Dans Muchû setsumu, Dôgen utilise la parabole classique du rêve mais pour introduire l'univers de l'Éveil, dans lequel se révèle la réalité telle quelle, et la non-dualité conséquence de la réflexivité dialectique. Des paraboles sont au cœur  d'autres textes du Shôbôgenzô : Fleurs de vacuité (Kûge, les chimères), La Lune ou la Réflexion (Tsuki, la lumière nocturne), Une galette en tableau (Gabyo, le savoir savant), mais Muchû setsumu utilise la parabole du rêve dans un mouvement réflexif comme métaphore de lui-même.
Ces nymphes, je les veux perpétuer. (...)

Aimai-je un rêve ?

Mon doute, amas de nuit ancienne, s'achève

En main rameau subtil, qui, demeuré les vrais

Bois mêmes, prouve, hélas ! que bien seul je m'offrais

Pour triomphe la faute idéale de roses-
La parabole du rêve est courante dans les textes taoïstes, comme le célèbre rêve du papillon dans le Tchouang-Tseu du VIe siècle av. J.-C. Dans la tradition du bouddhisme Chan (zen), les premiers textes reprennent en Chine ce thème associant éveil et rêve dans la métaphore, tel qu'on le trouve par exemple dans le Traité de Bodhidharma (VIe siècle).
À la même époque du VIe siècle av. J.-C. on la trouve également dans la philosophie grecque chez Platon puis chez Pindare « L'homme est le rêve d'une ombre » et dans la tradition idéaliste occidentale contemporaine.
Ainsi Descartes évoque « les illusions de mes songes » en ajoutant « pendant que je voulais ainsi penser que tout était faux, il fallait nécessairement que moi, qui le pensais, fusse quelque chose » mais pour introduire la vérité du cogito.
Dans les années 1860, Mallarmé reprend également l'idée de l'illusion (avec une référence explicite au bouddhisme « Le Néant auquel je suis arrivé sans connaître le bouddhisme ») ou dans le rêve, le poème ou la pensée, qu'il réfléchit (voir encadré). Cette réflexion / réflexivité est mentionnée également dans sa correspondance « La matière ayant conscience d'elle, et, cependant, s'élançant forcenément dans le Rêve qu'elle sait n'être pas (...) glorieux mensonges » jusqu'à la « Conception pure » d'une création dialectique .

### Traductions
Les textes de Dôgen sont transcris dans un style rapide et vigoureux suggérant la spontanéité du discours, utilisant fréquemment des locutions idiomatiques comme amorces. Dans son enseignement, il utilise des stratégies déconstructives du langage et interpelle son auditoire par des expressions paradoxales. Cette pratique, associée à une syntaxe complexe, lui permet de se libérer de la logique du logos mais aussi de dépasser le tétralemme.
Les trois traductions présentées ont été réalisées directement en français à partir des manuscrits originaux. La traduction de la langue écrite sino-japonaise du XIIIe siècle, tellement éloignée de la nôtre et fortement idiomatique nécessite d'être accompagnée de beaucoup de commentaires et de notes. C'est le cas de ces traductions. Elles correspondent cependant à des choix linguistiques distincts, et produisent des textes assez différents dans leur littérarité. Yoko Orimo choisit une traduction plutôt littérale, alors que Charles Vacher préfère favoriser le sens, et que Pierre Nakimovitch opte pour une position intermédiaire : sans « visée littéraire, [il] s'efforce à l'exactitude plutôt qu'à l'élégance ». Ces versions se complètent en permettant d'aborder ce texte difficile sous différents aspects.
Cependant les traducteurs se rejoignent pour l'essentiel dans leurs exégèses.

## Enseignement
« Comme l'éveil sans limite est l'éveil sans limite, le rêve est le rêve. Il y a le rêve du milieu, le discourir du rêve, le rêve du discourir, et le milieu du rêve »

— Dôgen - Muchû setsumu
Muchû setsumu est le cœur de l'enseignement de Dôgen, qui utilise cependant la parabole rebattue du rêve pour un enseignement substantiellement différent des traditions occidentales. Il y aborde deux thèmes fondamentaux : non-dualité et vacuité.

### La non-dualité
« Si l'existant est actualisation de la bouddhéité, la bouddhéité est la vérité de l'existant. L'existant est l'être-là d'une bouddhéité qui n'est pas ailleurs. Quand on voit Nagarjuna, on oublie la bouddhéité ; quand on voit la (non-)bouddhéité, Nagarjuna disparaît. »

— P. Nakimovitch - Dôgen et les paradoxes de la bouddhéité
Dans la logique occidentale, l'éveil s'oppose au rêve et il ne peut y avoir de troisième terme, mais la logique bouddhique du Chan, issue de la logique indienne du tetralemme, n'exclut pas le milieu chû (中). Dans les stances fondamentales de la Voie du Milieu (Mādhyamaka), Nagarjuna s'oppose ainsi à la distinction entre samsara (l'ignorance, le rêve), et nirvana (l'Éveil, l'éveil), comme à toute dualité. Il n'y a pas de choses-en-soi : les phénomènes ne sont que de simples projections, reflets de la conscience humaine. 

### La Vacuité
Au-delà du rêve ou de l'éveil, il y a donc le Milieu autorisé par ces deux lemmes supplémentaires "ni rêve, ni éveil" et "rêve et éveil" qui épuisent ainsi les possibilités de la pensée humaine. Le milieu, c'est-à-dire ce lemme du tiers inclus par Bodhidharma (voir encadré) qui fonde lui-même la méditation bouddhique, réflexion sur le Néant.
Cette réflexion sur le Néant est l'autre versant du même thème de la non-dualité, l'autre enseignement de Dôgen dans Muchû setsumu : Samsara et Nirvana font partie du rêve, l'Éveil fait partie du rêve qui se réfléchit.
Les traducteurs-commentateurs reprennent ce point sous des formes et des termes différents pour évoquer une création dialectique du Samsara et du Nirvana.
- Yoko Orimo commente ainsi : « ils appartiennent à l'univers du symbolique, du comme le comme. Leur dédoublement réalise l'identité réfléchie, c'est-à-dire la Réalité telle quelle » et encore « chacun devenant l'autre de son autre reflète son autre comme la lune au milieu de l'eau, l'un et l'autre ne faisant qu'un[28] ».

- Charles Vacher : « rêve-éveil est un et cette unité vide est la vraie matrice[29] »

- Pierre Nakimovitch : « C'est le rêveur immergé dans le rêve qui reconnaît le rêve (...) C'est le monde nocturne des ombres qui sert de paradigme à la lumière de l'éveil ». On ne peut faire fond sur la bouddhéité : il n'y a de fondement que dans « ce qui se tient devant nous, en avant de nous, comme ce qui ne cesse d'advenir, devenir et revenir[30] »

### La méditation
La méditation est toujours en arrière-plan de l'enseignement de Dôgen.
Dôgen passa quatre années de sa jeunesse dans une branche ésotérique du Tendaï, et en resta marqué. « Dire le rêve dans le rêve » peut alors évoquer également cette tradition, selon lequel le corps du Dharma entre dans le corps du méditant, qui éprouve l'unité absolue entre le corps, l'esprit, la parole de Bouddha, et ceux de tous les êtres vivants.
« Dire le rêve dans le rêve » signifierait alors éveiller Bouddha dans et par son corps, et le rêve serait ainsi la métaphore aussi de la méditation. Les pensées y apparaissent, sans cause, sans support, non-duelles, leur mouvement perçu avec la conscience de cette absence de mouvement.